# Pont Jean-De La Lande
Le pont Jean-De La Lande est un ouvrage de génie civil construit en 1894 et 1895. Il permet de franchir l'ancien canal de Beauharnois, dans la ville de Salaberry-de-Valleyfield, ville québécoise située dans la municipalité régionale de comté de Beauharnois-Salaberry, dans la région de la Montérégie, au Québec.
Ce bien est classé immeuble patrimonial. Il est situé dans le site patrimonial de l'Entrée-Supérieure-de-l'Ancien-Canal-de-Beauharnois.

## Histoire
La seigneurie de Beauharnois est colonisée vers la fin du XVIIIe siècle. Les premiers colons s'installent à Saint-Timothée et Grande-Île, qui sont séparées par la rivière Saint-Charles, un chenal du fleuve Saint-Laurent. Un premier pont en bois est construit pour rejoindre les deux localités au milieu du XIXe siècle, lors du creusage de l'ancien canal de Beauharnois. Il est remplacé par un autre pont en bois en 1862. Cependant, les piles du pont nuisaient à l'écoulement de la rivière et favorisaient la formation d'embâcle. Le ministère fédéral des Chemins de fer et des Canaux décide de la remplacer par un pont en acier avec des culées sur chaque rive.
La construction du pont Masson, nommé d'après la rue qu'il prolonge, débute en décembre 1894. La construction des culées en maçonnerie est exécuté par John C. Hague. Quant à la structure en acier, elle est confiée à la Dominion Bridge Company (en). La structure est ouverte à la circulation au printemps 1895.
Au cours du début du XXe siècle, le trafic routier augmente et le pont Masson ne répond plus rapidement à la demande. Le Gouvernement du Canada fait construire un nouveau pont en 1936 à la Dominion Bridge Company à quelques mètres du pont Masson. En 1937, le conseil municipal de Salaberry-de-Valleyfield fait l’acquisition du pont. Il est renommé à la suite d'un proposition de la Société Saint-Jean-Baptiste en l'honneur du martyr canadien Jean de La Lande, mort en 1646. Il est transporté à 6 km plus à l'ouest sur l'ancien canal de Beauharnois, fermé à la navigation depuis 1907, au prolongement de la rue Laroque. Il sert dorénavant de passerelle reliant le centre-ville de Salaberry-de-Valleyfield au parc Delpha-Sauvé.
Au début du XXIe siècle, la ville projette de rouvrir une partie de l'ancien canal de Beauharnois à la navigation de plaisance. La présence du pont nuit cependant au projet et est menacé de démolition. La structure est démontée en 2006 et elle est entreposée. En 2010, la municipalité décide réinstaller le pont sur une autre section de l'ancien canal. Il est remonté au cours des mois de février et mars 2011.
Le pont Jean-De La Lande est classé comme immeuble patrimonial le 2 février 2012 par le ministère de la Culture et des Communications.